# Parania badia
Parania badia là một loài tò vò trong họ Ichneumonidae.